# Albrecht von Haller (1758-1823)
Albrecht von Haller hijo (Vaud, 15 de junio de 1758 - Orbe, 1 de marzo de 1823) fue un botánico suizo, hijo del botánico Albrecht von Haller (1708-1777).

## Biografía
En Orbe, trabaja en el jardín botánico creado por Edmund Davall, muy bien atendido. En 1787, descubre algunas especies con aquel, de lo que se hacen eco las revistas científicas suizas de la época; se clasificarán en la nomenclatura de su amigo Jean L. A. Reynier (1762-1824). Será su vecino Charles Victor de Bonstetten (1745-1832), último gobernador de Nyon y miembro del Grupo de Coppet, quien le animó a ponerse en contacto con Jakob Samuel Wyttenbach (1748-1830), pastor y naturalista de Berna, con quien mantendrá grandes contactos. También se relacionará con Jean Senebier (1742-1809) pastor, bibliotecario y botánico del Cantón de Ginebra, La Chenal, y también con el gran naturalista Horace de Saussure (1740-1799) quien viene a visitarlo a Orbe y con quien Davall se reuniría en Ginebra en 1791. Saussure cita a von Haller hijo en su « Voyages dans les Alpes », publicado en Neuchâtel en 1796.
Como la salud de Duvall, deviene más y más frágil, pues sus ojos sufrían, le pidió a su amigo Albrecht von Haller hijo que lo ayudara con las cartas pues tenía dificultad para escribir cartas, cansándose mucho y era totalmente incapaz de trabajar con la luz de una vela.

## Honores
- primeros miembros de la Sociedad Suiza de Historia Natural